# Taekwondo op de Olympische Jeugdzomerspelen 2014
Taekwondo is een van de olympische sporten die beoefend worden tijdens de Olympische Jeugdzomerspelen 2014 in Nanjing. De kampen zullen worden bevochten van 17 tot en met 21 augustus in het Nanjing International Expo Center. Er wordt in tien onderdelen gestreden voor de gouden medaille: vijf bij de jongens en vijf bij de meisjes.

## Kalender
| Augustus  | 16 | 17 | 18 | 19 | 20 | 21 | 22 | 23 | 24 | 25 | 26 | 27 | 28 |
| --------- | -- | -- | -- | -- | -- | -- | -- | -- | -- | -- | -- | -- | -- |
| Taekwondo |    | 2  | 2  | 2  | 2  | 2  |    |    |    |    |    |    |    |

|  | Finale |

## Medailles

### Jongens
| Discipline  | Goud | Goud                  | Zilver | Zilver                    | Brons   | Brons                                  |
| ----------- | ---- | --------------------- | ------ | ------------------------- | ------- | -------------------------------------- |
| Tot 48 kg   | IRI  | Mahdi Eshaghi         | TPE    | Wang Chen-Yu              | GER FRA | Daniel Chiovetta Stephane Audibert     |
| Tot 55 kg   | TPE  | Yu-jen Huang          | KOR    | Dong-hun Joo              | BEL ESP | Si Mohamed Ketbi Jesus Tortosa Cabrera |
| Tot 63 kg   | BRA  | Edival Quirino Pontes | MEX    | Jose Ruben Nava Rodrigues | NED GBR | Nabil Ennadiri Christian McNeish       |
| Tot 73 kg   | AZE  | Said Guliyev          | GER    | Hamza Adnan Karim         | EGY IRI | Seif Eissa Danial Salehimehr           |
| Boven 73 kg | FRA  | Youann Miangué        | UKR    | Denys Voronovskyy         | TUR CHN | Talha Bayram Jintao Liun               |

### Meisjes
| Discipline  | Goud | Goud                    | Zilver | Zilver           | Brons   | Brons                               |
| ----------- | ---- | ----------------------- | ------ | ---------------- | ------- | ----------------------------------- |
| Tot 44 kg   | THA  | Panipak Wongpattanakit  | AZE    | Ceren Ozbek      | TPE GBR | Chen Zih-Ting Abigail Stones        |
| Tot 49 kg   | TPE  | Huang Huai-Hsuan        | BEL    | Indra Craen      | CHN MEX | Zhan Tian Rui Mitzi Carrillo Osorio |
| Tot 55 kg   | CRO  | Ivana Babic             | TUR    | Fatma Saridogan  | RUS BEL | Tatiana Kudashova Laura Roebben     |
| Tot 63 kg   | IRI  | Kimia Alizadeh Zenoorin | RUS    | Yulia Turutina   | CHN COL | Chen Zhang Debbie Yopasa Gomez      |
| Boven 63 kg | USA  | Yount Kendall           | UZB    | Abdullaeva Umida | CHN UKR | Chen Li Miuts Yuliia                |

### Medailleklassement
| Plaats | Land             | NOC    | Goud | Zilver | Brons | Totaal |
| ------ | ---------------- | ------ | ---- | ------ | ----- | ------ |
| 1      | Chinees Taipei   | TPE    | 2    | 1      | 1     | 4      |
| 2      | Iran             | IRN    | 2    | 0      | 1     | 3      |
| 3      | Azerbeidzjan     | AZE    | 1    | 1      | 0     | 2      |
| 4      | Frankrijk        | FRA    | 1    | 0      | 1     | 2      |
| 5      | Brazilië         | BRA    | 1    | 0      | 0     | 1      |
| 5      | Kroatië          | CRO    | 1    | 0      | 0     | 1      |
| 5      | Thailand         | THA    | 1    | 0      | 0     | 1      |
| 5      | Verenigde Staten | USA    | 1    | 0      | 0     | 1      |
| 9      | België           | BEL    | 0    | 1      | 2     | 3      |
| 10     | Duitsland        | GER    | 0    | 1      | 1     | 2      |
| 10     | Mexico           | MEX    | 0    | 1      | 1     | 2      |
| 10     | Oekraïne         | UKR    | 0    | 1      | 1     | 2      |
| 10     | Rusland          | RUS    | 0    | 1      | 1     | 2      |
| 10     | Turkije          | TUR    | 0    | 1      | 1     | 2      |
| 15     | Oezbekistan      | UZB    | 0    | 1      | 0     | 1      |
| 15     | Zuid-Korea       | KOR    | 0    | 1      | 0     | 1      |
| 17     | China            | CHN    | 0    | 0      | 4     | 4      |
| 18     | Groot-Brittannië | GBR    | 0    | 0      | 2     | 2      |
| 19     | Colombia         | COL    | 0    | 0      | 1     | 1      |
| 19     | Egypte           | EGY    | 0    | 0      | 1     | 1      |
| 19     | Nederland        | NED    | 0    | 0      | 1     | 1      |
| 19     | Spanje           | ESP    | 0    | 0      | 1     | 1      |
| Totaal | Totaal           | Totaal | 10   | 10     | 20    | 40     |

Atletiek · Badminton · Basketbal · Beachvolleybal · Boksen · Boogschieten · Gewichtheffen · Golf · Gymnastiek · Handbal · Hockey · Judo · Kanovaren · Moderne vijfkamp · Paardensport · Roeien · Rugby Sevens · Schermen · Schietsport · Schoonspringen · Taekwondo · Tafeltennis · Tennis · Triatlon · Voetbal · Wielersport · Worstelen · Zeilen · Zwemmen